# Haemaphysalis semermis
Haemaphysalis semermis är en fästingart som beskrevs av Neumann 1901. Haemaphysalis semermis ingår i släktet Haemaphysalis och familjen hårda fästingar.
Artens utbredningsområde är Thailand. Inga underarter finns listade i Catalogue of Life.